# Broussey-en-Blois
Pour les articles homonymes, voir Broussey.
Broussey-en-Blois est une commune française située dans le département de la Meuse, en région Grand Est.

## Géographie

### Communes limitrophes
| Naives-en-Blois | Naives-en-Blois      | Void-Vacon           |
| Naives-en-Blois | Broussey-en-Blois    | Villeroy-sur-Méholle |
| Reffroy         | Villeroy-sur-Méholle | Villeroy-sur-Méholle |

### Hydrographie
La commune est traversée par la ligne de partage des eaux entre les bassins versants de la Meuse et de la Seine au sein respectivement du bassin Rhin-Meuse et du bassin Seine-Normandie. Elle est drainée par le ruisseau de Broussey-Blois,.

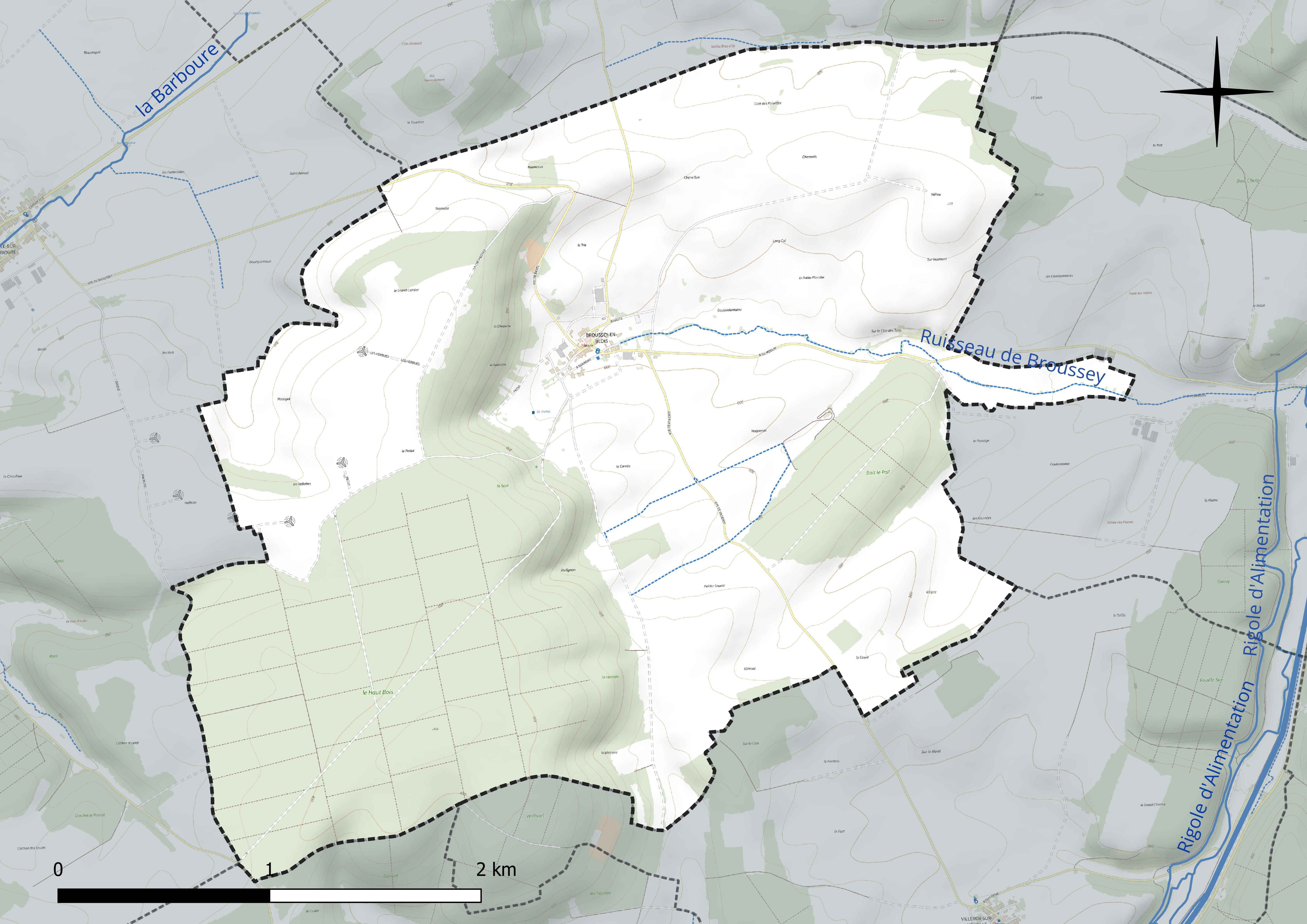
Réseau hydrographique de Broussey-en-Blois.

### Climat
Pour des articles plus généraux, voir Climat du Grand Est et Climat de la Meuse.
En 2010, le climat de la commune est de type climat de montagne, selon une étude du Centre national de la recherche scientifique s'appuyant sur une série de données couvrant la période 1971-2000. En 2020, Météo-France publie une typologie des climats de la France métropolitaine dans laquelle la commune est exposée à un climat océanique altéré et est dans la région climatique  Lorraine, plateau de Langres, Morvan, caractérisée par un hiver rude (1,5 °C), des vents modérés et des brouillards fréquents en automne et hiver. 
Pour la période 1971-2000, la température annuelle moyenne est de 9,6 °C, avec une amplitude thermique annuelle de 16,5 °C. Le cumul annuel moyen de précipitations est de 1 053 mm, avec 14,2 jours de précipitations en janvier et 9,5 jours en juillet. Pour la période 1991-2020, la température moyenne annuelle observée sur la station météorologique de Météo-France la plus proche, « Erneville aux Bois_sapc », sur la commune d'Erneville-aux-Bois à 15 km à vol d'oiseau, est de 9,9 °C et le cumul annuel moyen de précipitations est de 1 021,5 mm. 
La température maximale relevée sur cette station est de 39,4 °C, atteinte le 25 juillet 2019 ; la température minimale est de −24,2 °C, atteinte le 18 février 1956,,. 
Les paramètres climatiques de la commune ont été estimés pour le milieu du siècle (2041-2070) selon différents scénarios d'émission de gaz à effet de serre à partir des nouvelles projections climatiques de référence DRIAS-2020. Ils sont consultables sur un site dédié publié par Météo-France en novembre 2022.

## Urbanisme

### Typologie
Au 1er janvier 2024, Broussey-en-Blois est catégorisée commune rurale à habitat très dispersé, selon la nouvelle grille communale de densité à sept niveaux définie par l'Insee en 2022.
Elle est située hors unité urbaine et hors attraction des villes,.

### Occupation des sols
L'occupation des sols de la commune, telle qu'elle ressort de la base de données européenne d’occupation biophysique des sols Corine Land Cover (CLC), est marquée par l'importance des territoires agricoles (60,6 % en 2018), une proportion sensiblement équivalente à celle de 1990 (59,9 %). La répartition détaillée en 2018 est la suivante : 
terres arables (52 %), forêts (39,4 %), prairies (8 %), zones agricoles hétérogènes (0,6 %). L'évolution de l’occupation des sols de la commune et de ses infrastructures peut être observée sur les différentes représentations cartographiques du territoire : la carte de Cassini (XVIIIe siècle), la carte d'état-major (1820-1866) et les cartes ou photos aériennes de l'IGN pour la période actuelle (1950 à aujourd'hui).

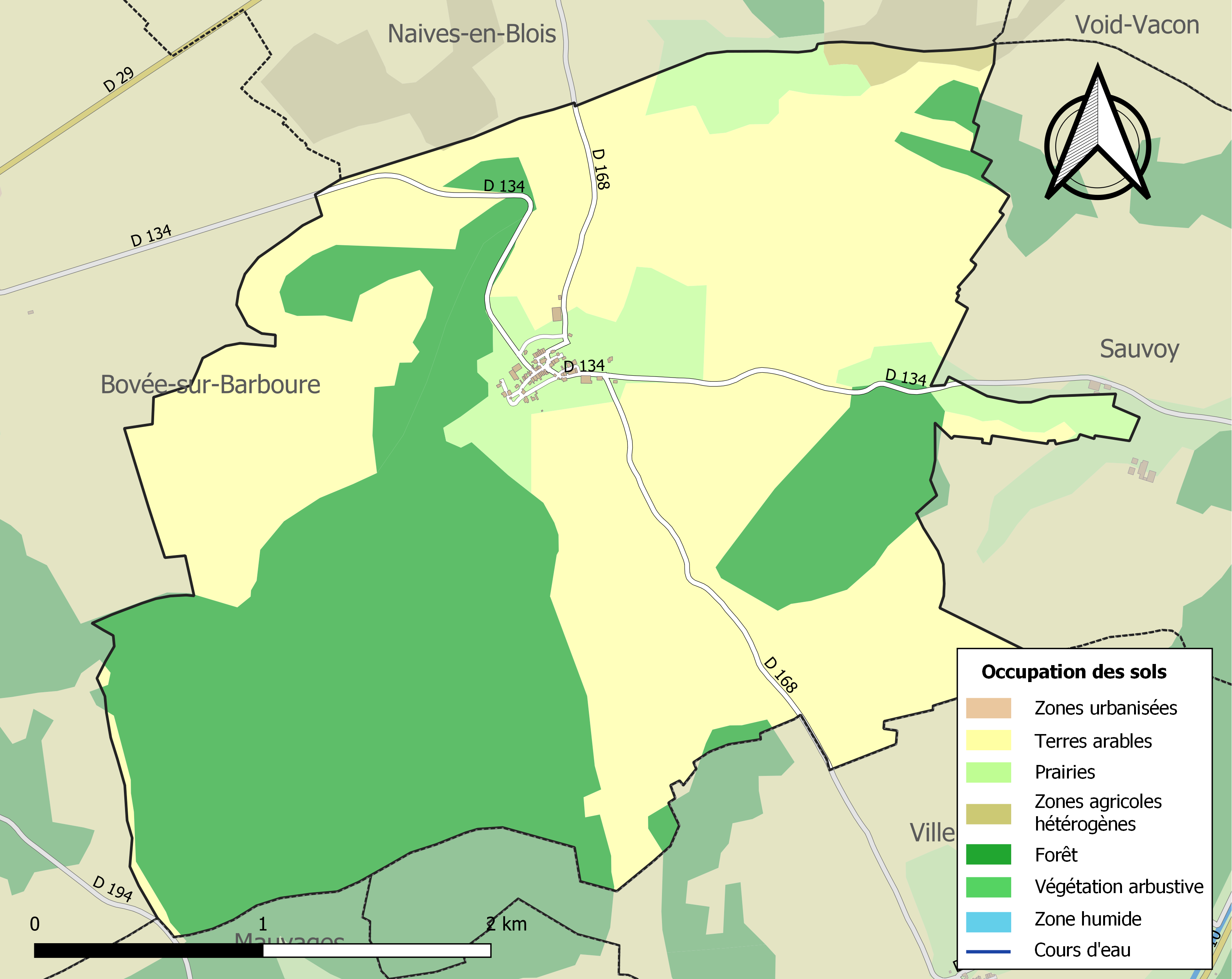
Carte des infrastructures et de l'occupation des sols de la commune en 2018 (CLC).

## Toponymie
Le nom de la localité est attesté sous les formes Broucey (1354) ; Brouceyum-in-Blesio, Bruceyum-in-Blesis (1402) ; Brexey-en-Blois, Brouxey-en-Blois (1580) ; Broussy-en-Blois (1700) ; Broussei-en-Blois, Blesæ siccæ (1707) ; Brosseium (1711) ; Brouceys (1727) ; Broucei (1738) ; Brosseum (1749).

Broussey : issue du mot breton Broc'h, issu du celtique broccos au sens de « pointu, bec effilé », à l'origine de notre « broc » au bec verseur caractéristique, qui a servi à appeler le blaireau en raison de son museau pointu et qui a donné le nom de personne gallo-romain Broccius à l'origine du nom du lieu.
Blois : il s'agit ici, d'un Pays historique (Le Blois), du bas Moyen Âge, formé de partie de l'ancien diocèse de Toul ( Meurthe-et-Moselle ), dont le chef-lieu primitif est le château détruit de Blois (Blesae en 1707) situé entre Broussey-en-Blois et Naives-en-Blois. Le pays nommé Bedensem en 841, un nom issu du gaulois bedu (« canal, fossé ») et qui, après disparition du -d- intervocalique, adjonction d'un -l- euphonique et disparition du suffixe d'appartenance -ense, deviendra Blois dès 1580.

## Politique et administration
| Période                                  | Période  | Identité                                         | Étiquette | Qualité |
| ---------------------------------------- | -------- | ------------------------------------------------ | --------- | ------- |
| Les données manquantes sont à compléter. |          |                                                  |           |         |
| (maire en 1981)                          |          | René Briot                                       |           |         |
| avant 1995                               | ?        | Bernard Vivenot                                  | DVD       |         |
| mars 2008                                | En cours | Stéphanie Belmont Réélu pour le mandat 2020-2026 |           |         |

## Population et société

### Démographie
L'évolution du nombre d'habitants est connue à travers les recensements de la population effectués dans la commune depuis 1793. Pour les communes de moins de 10 000 habitants, une enquête de recensement portant sur toute la population est réalisée tous les cinq ans, les populations de référence des années intermédiaires étant quant à elles estimées par interpolation ou extrapolation. Pour la commune, le premier recensement exhaustif entrant dans le cadre du nouveau dispositif a été réalisé en 2005.

En 2022, la commune comptait 57 habitants, en stagnation par rapport à 2016 (Meuse : −4,4 %, France hors Mayotte : +2,11 %).
| 1793 | 1800 | 1806 | 1821 | 1831 | 1836 | 1841 | 1846 | 1851 |
| ---- | ---- | ---- | ---- | ---- | ---- | ---- | ---- | ---- |
| 335  | 319  | 336  | 340  | 330  | 349  | 325  | 321  | 316  |

| 1856 | 1861 | 1866 | 1872 | 1876 | 1881 | 1886 | 1891 | 1896 |
| ---- | ---- | ---- | ---- | ---- | ---- | ---- | ---- | ---- |
| 291  | 286  | 283  | 280  | 272  | 240  | 223  | 231  | 203  |

| 1901 | 1906 | 1911 | 1921 | 1926 | 1931 | 1936 | 1946 | 1954 |
| ---- | ---- | ---- | ---- | ---- | ---- | ---- | ---- | ---- |
| 199  | 193  | 162  | 151  | 147  | 135  | 134  | 121  | 98   |

| 1962 | 1968 | 1975 | 1982 | 1990 | 1999 | 2005 | 2006 | 2010 |
| ---- | ---- | ---- | ---- | ---- | ---- | ---- | ---- | ---- |
| 84   | 74   | 57   | 45   | 54   | 62   | 65   | 64   | 59   |

| 2015 | 2020 | 2022 | - | - | - | - | - | - |
| ---- | ---- | ---- | - | - | - | - | - | - |
| 57   | 56   | 57   | - | - | - | - | - | - |

## Culture locale et patrimoine

### Lieux et monuments
Le village est situé à l'écart des grandes routes, à quelques kilomètres au sud-ouest de Void-Vacon.
- L'église de la Nativité-de-la-Bienheureuse-Vierge-Marie.

### Héraldique
| Blason de Broussey-en-Blois | Blason  | De gueules à la fleur d'aubépine d'argent, au bouton étoilé d'or entouré de dix losanges du champ ; au chef d'or chargé de deux étoiles d'azur. |
| Blason de Broussey-en-Blois | Détails | Blason composé par R.A Louis avec les conseils de la Commission héraldique de l'UCGL et mis à disposition de la commune en 2011.                |